# Frida Boisen
Frida Maria Boisen, född 25 september 1974 i Säbrå församling i Härnösands kommun, är en svensk journalist, programledare, föreläsare och författare.

## Biografi
Frida Boisen studerade vid journalisthögskolan vid Göteborgs universitet. Hon började sedan på Göteborgs-Postens redaktion där hon 1997–2001 verkade som nyhetsreporter vid inrikesredaktionen samt som först reporter och sedan chef för nöjesbilagan Aveny.
Från 2001 fortsatte hon som debattör och krönikör i Nyhetsmorgon Söndag på TV4, i panelen i SVT:s Gomorron Sverige, i TV3:s Tillsammans, i olika SVT-format och i MTV:s morgonprogram. Hon var också krönikör och reporter på Expressen, moderedaktör på Stockholm City och krönikör på nätmagasinet SalongK.se. Vid denna tid skrev hon boken 01.15 om nattlivet i Stockholm och Göteborg. Hon medverkade också återkommande i Radio Stockholm och i olika program i P4 Göteborg.
År 2006 tillträdde hon som chefredaktör och ansvarig utgivare för modemagasinet Plaza Kvinna. År 2009 kom Boisen till Bonnier Tidskrifter som chefredaktör för hälso- och livsstilsmagasinet ToppHälsa. Från 2011 verkade hon också som chefredaktör för resemagasinet Allt om Resor.
År 2012 blev hon chefredaktör för Göteborgs-Tidningen, en edition av Expressen. Under sin tid som chefredaktör där drev Boisen bl.a. en kampanj för en folkomröstning för trängselskatten i Göteborg, vilket 2014 belönades med utmärkelsen "Best use of Social Media", INMA Awards. Arbetssättet att en tidning ägnar sig åt kampanjjournalistik har ifrågasatts och debatterats av ledande publicister.
Boisen lämnade GT 2015 för att istället bli kolumnist och krönikör på Expressen och var under en tid också digital strateg  på Dagens industri. Sedan oktober 2015 är hon vice VD och ansvarig utgivare på Bonnier Magazines & Brands.
2015 skrev hon Digital succé – Så lyckas du med sociala medier som utkommit i flera utgåvor, och bidragit till att hon återkommande föreläser om sociala medier och digital kommunikation. 2018 gav hon ut boken Digital passion – Så vinner du med sociala medier.
Sedan 2018 är hon en av programledarna i Trolljägarna, som hon och Robert Aschberg mottog TV-priset Kristallen 2020, för årets fakta- och samhällsprogram, och hon var 2018–2019 programledare för Lyxfällan.
Hon är sedan 2019 krönikör på Aftonbladet.
Sedan juni 2023 programleder hon hälsopodcasten Berätta alltid det här på Acast tillsammans med Tilda Boisen där de samtalar med ministrar, ledande forskare, författare, artister och personer som drabbats av psykisk ohälsa i olika former eller som verkar för en bättre psykisk hälsa.

### Familj och självbiografiskt författarskap
Frida Boisen är gift med Expressens nöjeschef Lars Johansson.
År 2020 utgav hon den självbiografiska boken Berätta aldrig det här, där hon berättar om sin mors självmord och söker en förklaring i familjebilden med en alkoholiserad och kontrollerande far. År 2021 gav hon ut ytterligare en självbiografisk bok, Du är inte längre min dotter, som beskrivs som en brottningsmatch mellan en dotter som älskar sin far men också tar avstånd från misshandel och övergrepp. Hösten 2023 kom Frida Boisen ut med den självbiografiska boken Aldrig släppa taget tillsammans med sin dotter Tilda Boisen där de berättar om en tonårsdotter som kämpar för sitt liv.

## Utmärkelser i urval
- Årets programledare & Årets moderator, MySpeaker of the Year, 2024.[22]
- Fonden för psykisk hälsas stora pris, Fördomspriset, 2023.
- Årets digitala hederspris, Vinnare Considgalan, 2023[23]
- Årets Berättare, Adlibris Awards, 2023[24]
- Suicide Zeros Hederspris för Berätta aldrig det här, 2021[25]
- Kristallen för Trolljägarna, Årets Fakta- och Samhällsprogram, 2020, Vinnare Kristallengalan.[26]
- Årets Nätängel, Media, 2020, Vinnare Årets Nätängel.[27]
- Årets kvinnliga företagare, 2019, Vinnare DDS-galan.[28]
- Årets digitala influencer, 2019, Vinnare Considgalan.[29]
- Årets Branschpersonlighet, 2017 Vinnare Stockholm Media Week.[30]
- Sveriges bästa digitala ledare, plats 1[31], 2016, Hammer & Hanberg i tidningen Resumé.
- Sveriges femte mest populära kvinnliga föreläsare, 2016, Talarforum och Eventeffekt.[32]
- Sveriges digitala superprofil, plats 4, Hammer & Hanberg i tidningen Dagens Media.[33]
- Näringslivets #150superkommunikatörer, plats 64, 2016, tidningen Resumé[34]
- Best use of social media, INMA Awards, 2014, för kampanjen om folkomröstningen i Göteborg.[5]
- Årets Affärsnätverkare, Business Network Internationa, 2014.[35]
- Årets 77:e mäktigaste makthavare i Sverige, tidningen Fokus, 2014.[36]
- Årets Göteborgsnätverkare, Arena Göteborg, 2015
- Årets mäktigaste mamma, (en av 33, ingen inbördes ordning), tidningen mama, 2015[37]